# Patriarcato di Grado

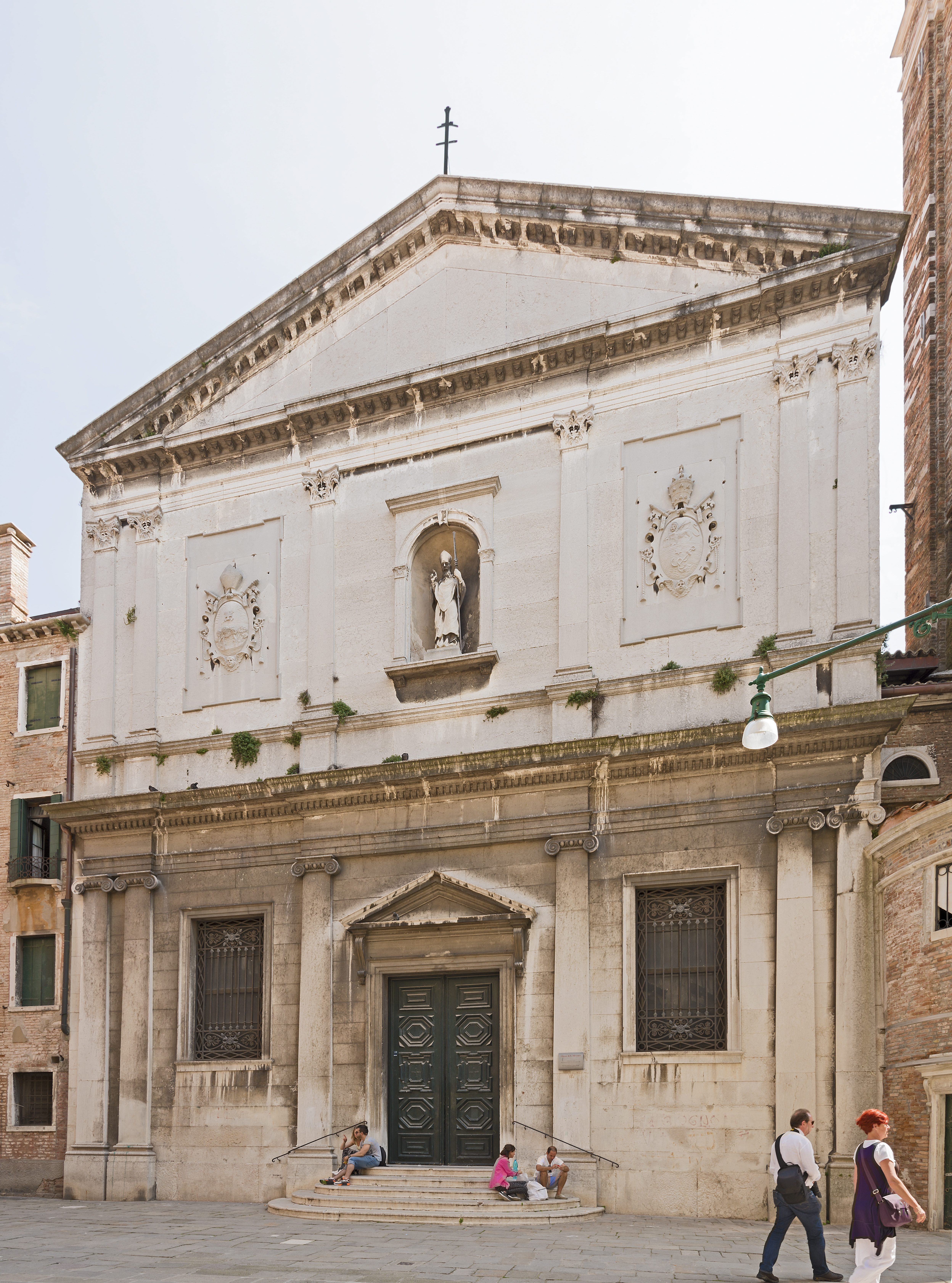
La chiesa di San Silvestro a Venezia (sestiere di San Polo), sede stabile dei patriarchi di Grado dal 1105 alla soppressione del patriarcato.

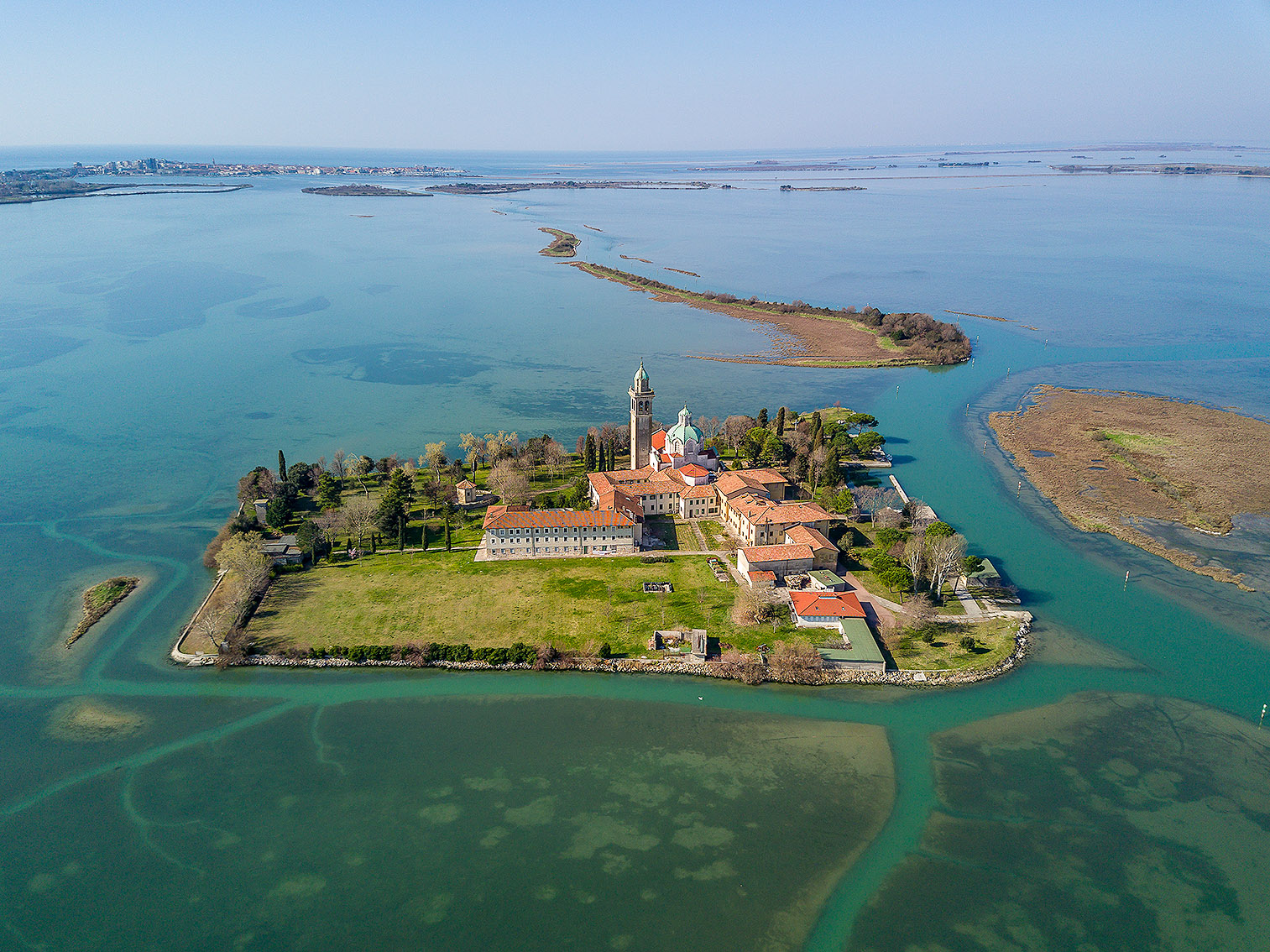
Vista aerea dell'isola di Barbana e dell'antico complesso abbaziale di Santa Maria.

Il patriarcato di Grado (in latino Patriarchatus Gradensis) è una sede metropolitana soppressa e sede titolare della Chiesa cattolica.

## Storia
Nel 568 i Longobardi avevano invaso il Friuli e avevano preso possesso di tutta l'Italia settentrionale sottraendola alla dominazione bizantina. L'Impero romano d'Oriente conservava comunque la dominazione dei territori costieri; tra cui Grado, antico porto di Aquileia. Qui Paolino, arcivescovo di Aquileia, per sottrarsi all'invasione longobarda, e in contrasto con Roma a seguito dello Scisma tricapitolino, aveva trasferito provvisoriamente la sede episcopale e le reliquie dei santi ed era stato proclamato patriarca.
Nel 579, papa Pelagio II concesse al patriarca Elia la metropolia sulla Venezia e sull'Istria. Lo stesso patriarca avviò, nel 580, la riedificazione della basilica di Sant'Eufemia.
Nel 607, alla morte dello scismatico Severo, si giunse ad una duplicazione del patriarcato di Aquileia con l'elezione di un metropolita a Grado (Candidiano di Rimini, in comunione con la Chiesa di Roma e appoggiato dall'esarca bizantino Smaragdo) e di uno ad Aquileia (Giovanni, scismatico, che si insediò nella fortezza di Cormons, sostenuto dal duca longobardo del Friuli Gisulfo II). I due patriarcati (Aquileia e Grado) non vennero più riuniti, per opportunità politica, neppure dopo la risoluzione dello scisma, avvenuto con il sinodo di Pavia del 698-699.
Questo status fu confermato da papa Gregorio II, che nel 717 convalidò l'elezione di due patriarchi, Sereno a Cormons e Donato a Grado. Entrambi rivendicavano il titolo di "patriarchi di Aquileia" e la giurisdizione su tutto il territorio dell'antico patriarcato, anche tramite la produzione di documenti falsi. Tra questi falsi è annoverata anche una lettera sinodale emanata da un concilio celebrato a Roma all'epoca di papa Gregorio III (731), con la quale sarebbe stata attribuita ai patriarchi di Grado la giurisdizione sulla Venezia e l'Istria.
Le tensioni fra i due patriarcati proseguirono fino alla fine del XII secolo. Nell'802 l'esercito veneziano assaltò Grado per punire il patriarca dell'appoggio offerto ai Franchi e al loro tentativo di conquistare il Ducato: il presule venne fatto precipitare da una torre. Nell'827 il concilio di Mantova tentò inutilmente di riunificare i patriarcati di Grado e Aquileia.
Nel 1180, dopo una lunga e secolare disputa con il patriarca di Aquileia, il patriarca di Grado rinunciò definitivamente ad ogni diritto giurisdizionale sulle sedi vescovili dell'Istria e del Friuli Orientale. La provincia ecclesiastica di Grado comprendeva 6 diocesi suffraganee: Caorle, Castello, Chioggia, Equilio, Eraclea e Torcello. Inoltre, il 22 febbraio 1055 papa Adriano IV aveva concesso ai patriarchi di Grado la supremazia sulla provincia ecclesiastica di Zara (che comprendeva le suffraganee di Ossero, Arbe e Veglia) e il titolo di primati della Dalmazia.
Contestualmente furono definiti i confini tra i due patriarcati e i loro possedimenti: il patriarcato di Grado ebbe giurisdizione su tutte le isole della laguna di Grado, su alcune della laguna di Venezia, tra cui diverse chiese di Venezia; sulla terraferma furono assegnate a Grado diverse parrocchie, tra cui quelle di Latisana, Ronchis, Latisanotta, Sabbionera, e una parrocchie con diverse dipendenze nell'exclave di Conegliano.
Nel territorio del patriarcato si trovava anche l'antica abbazia di Santa Maria sull'isola di Barbana, nella laguna gradese, fondata dal patriarca Massimo nel 649, e due monasteri benedettini, Sant'Andrea de Lupario e San Giorgio del Pineto.
Nel 1157 papa Adriano IV concesse al patriarca Enrico Dandolo (1135-1187) la facoltà di consacrare tutti i vescovi nei domini della repubblica di Venezia. Grado si poté perciò fregiare del titolo di Venetae orae Istriaeque Ecclesiarum caput et mater et Aquileia nova (capo e madre delle Chiese della costa veneta e dell'Istria, e nuova Aquileia).
A causa della decadenza di Grado, a partire dal 1105 i patriarchi presero a risiedere sempre più frequentemente a Venezia. Il patriarca Enrico Dandolo costruì sul Canal Grande un palazzo, che divenne sede stabile dei patriarchi gradesi; i suoi successori ottennero dai papi dapprima l'esenzione del palazzo vescovile dalla giurisdizione dei vescovi di Castello e poi l'annessione della parrocchia di San Silvestro e delle sue dipendenze al patriarcato di Grado.
Nel 1440 il patriarcato incorporò i territori della soppressa diocesi di Eraclea. Nel 1448 al patriarca di Grado fu data in commendam la diocesi di Cittanova.
Sono noti otto concili provinciali, celebrati dai patriarchi gradesi con i suoi vescovi suffraganei; il primo fu convocato nel 960 da Buono Blancanico; gli altri si tennero, spesso a Venezia, nel 971, nel 1040, nel 1127 (a Torcello), nel 1152, nel 1296 (a Grado) e gli ultimi due nel 1321 e nel 1330 nel palazzo patriarcale di San Silvestro a Venezia.
Dopo la morte del patriarca Domenico Michiel, l'8 ottobre 1451, con la bolla Regis aeterni, papa Niccolò V soppresse il patriarcato di Grado e la diocesi di Castello. Con i territori e le giurisdizioni di entrambe fu eretta la diocesi di Venezia, ai cui vescovi fu assegnato il titolo patriarcale che era stato di Grado. L'ultimo vescovo castellano, Lorenzo Giustiniani, divenne il primo patriarca di Venezia.
Nel 1968 è stata istituita la sede titolare di Grado, con dignità arcivescovile; dal 24 febbraio 2001 l'arcivescovo titolare è Diego Causero, già nunzio apostolico in Svizzera e Liechtenstein.

## Cronotassi dei patriarchi

### Patriarchi di Aquileia con sede a Grado
- Paolino I † (558/561 - 569 deceduto)
- Probino † (569 - circa 570 deceduto)
- Elia † (571 - 586/587 deceduto)
- Severo † (586 - maggio/novembre 606 deceduto)[9]
- Candidiano † (606 - 612 deceduto)
- Epifanio † (612 - 613 deceduto)
- Cipriano † (613 - 627 deceduto)
  - Fortunato I † (626/627 - 628) (scismatico)[10]
- Primogenio † (630 - circa 648 deceduto)
- Massimo II † (menzionato nel 649)
- Stefano II † (670 - ?)
- Agatone † (menzionato nel 679)
- Cristoforo † (685 - ?)

### Patriarchi di Grado
- Donato † (circa 717 - 724 deceduto)
- Antonino † (circa 725 o 730 - dopo il 741 deceduto)[11]
- Emiliano † (747 - 755 deceduto)
- Vitaliano † (755 - 766 deceduto)
- Giovanni IV † (766 - circa 802 deceduto)
- Fortunato II † (prima del 23 marzo 803[12] - 820 deposto)
- Giovanni V, O.S.B. † (820 - 825 dimesso)
- Venerio Trasmondo † (825 - 852)
- Vittore I † (prima del 1º aprile 852[13] - 856)
- Vitale I Partecipazio † (856 - 874 deceduto)
- Pietro Marturio † (874 - dopo agosto 877 deceduto)
- Vittore II Partecipazio † (877 o 878 - ?)
- Giorgio † (menzionato nell'896 circa)[14]
- Vitale II † (menzionato nell'897 circa)[15]
- Domenico I Tribuno † (904 - ?)
- Domenico II † (919 - ?)
- Lorenzo Mastalinzi † (?)[16]
- Marino Contarini † (?)[17]
- Buono Blancanico † (956 - dopo il 960)
- Vitale Barbolano † (?)
- Vitale Candiano † (963 o 967 - circa 1012 o 1018 deceduto)
- Orso Orseolo † (1018 - circa 1049[18] deceduto)
- Domenico Bulzano † (circa 1050 deceduto)
- Domenico Marango † (prima del 5 maggio 1050 - dopo luglio 1073 deceduto)
- Domenico Cerbani † (circa 1074 - dopo giugno 1077)
- Giovanni Saponario † (menzionato nel 1084)[19]
- Pietro Badoer † (prima di ottobre 1091[20] - 1105)
- Giovanni Gradenigo † (1105 - 1129 deposto)
- Enrico Dandolo † (prima di giugno 1135 - dopo gennaio 1186/1187 deceduto)[21]
- Giovanni Signolo † (circa 1188 - 1201 deceduto)
- Benedetto Falier † (1201 - dopo marzo 1207 deceduto)
- Angelo Barozzi † (prima di agosto 1207 - giugno 1237 dimesso)
- Leonardo Querini † (prima di settembre 1238 - dopo agosto 1250 deceduto)
- Lorenzo † (prima di marzo 1251 - 1255 deceduto)
- Jacopo Belligno † (1255 - 1255 deposto o deceduto)
- Angelo Maltraverso, O.P. † (28 maggio 1255 - 1271 deceduto)
- Giovanni da Ancona † (9 settembre 1272 - ? deceduto)
- Guido, O.E.S.A † (18 agosto 1278 - ? deceduto)
- Lorenzo di Parma † (22 dicembre 1289 - circa 1295 deceduto)
- Egidio da Ferrara, O.P. † (maggio/giugno 1295 - 15 ottobre 1311 nominato patriarca titolare di Alessandria)
- Angelo da Camerino, O.E.S.A. † (15 ottobre 1311 - 1313 deceduto)
- Paolo de Pilastris, O.P. † (28 marzo 1314 - 1316 deceduto)
- Marco de Vinea † (24 novembre 1316 - 1317 deceduto)
- Domenico † (16 gennaio 1318 - 1332 deceduto)
- Dino di Radicofani † (6 novembre 1332 - 27 gennaio 1337 nominato arcivescovo di Genova)
- Andrea Dotto † (3 dicembre 1337 - dopo ottobre 1348 deceduto)
  - Sede vacante (1348-1351)
- Fortanier de Vassal, O.Min. † (20 maggio 1351 - 16 ottobre 1361 deceduto)
- Orso Dolfin † (5 novembre 1361 - 1367 deceduto)
- Francesco Querini † (22 dicembre 1367 - 30 giugno 1372 deceduto)
- Tommaso da Frignano, O.Min. † (19 luglio 1372 - 18 settembre 1378 dimesso)[22]
  - Sede vacante (1378-1383)
- Urbano da Frignano † (prima di aprile 1383 - 1385 deceduto)
- Pietro Amely di Brunac, O.E.S.A. † (12 novembre 1387 - 1400 nominato patriarca titolare di Alessandria)
- Pietro Cocco † (22 settembre 1400 - 1406 deceduto)
- Giovanni Zambotti † (3 marzo 1406 - 1408)
- Francesco Lando † (1408 - 22 agosto 1409 nominato patriarca di Costantinopoli)
- Giovanni Dolfin, O.F.M. † (1409 - 1427 deceduto)
- Biagio Molin † (17 ottobre 1427 - 20 ottobre 1434 nominato patriarca titolare di Gerusalemme)
- Marco Condulmer † (28 febbraio 1438 - 1444 nominato patriarca titolare di Alessandria)
- Domenico Michiel † (8 gennaio 1445 - 1451 deceduto)

## Cronotassi degli arcivescovi titolari
- José Ángel López Ortiz, O.S.A. † (18 febbraio 1969 - 4 marzo 1992 deceduto)
- Crescenzio Sepe (2 aprile 1992 - 21 febbraio 2001 nominato cardinale diacono di Dio Padre misericordioso)
- Diego Causero, dal 24 febbraio 2001